# Cup of Nations 2019
Der Cup of Nations 2019 war die erste Austragung dieses Turniers für Frauenfußballnationalteams und fand zwischen dem 28. Februar und 6. März 2019 in Australien statt. Er fand parallel zum SheBelieves Cup 2019 und Algarve-Cup 2019 statt. Teilnehmer waren Gastgeber und Vize-Asienmeister Australien, Argentinien, Ozeanienmeister Neuseeland sowie Südkorea. Die vier Teilnehmer sind für die Fußball-Weltmeisterschaft der Frauen 2019 qualifiziert und nutzten das Turnier zur Vorbereitung.
Austragungsorte waren das Jubilee Stadium in Sydney, das Suncorp Stadium in Brisbane und der AAMI Park in Melbourne.

## Spielergebnisse
|                                                                                        |   |             |           |
| 28. Februar 2019 um 16:35 Uhr in Sydney                                                |   |             |           |
| Argentinien                                                                            | – | Südkorea    | 0:5 (0:1) |
| Moon Mi-ra (4.); Son Hwa-yeon (53.); Lee So-dam (56.); Ji So-yun (68., 69.)            |   |             |           |
| 28. Februar 2019 um 19:30 Uhr in Sydney                                                |   |             |           |
| Australien                                                                             | – | Neuseeland  | 2:0 (1:0) |
| Emily Gielnik (44.); Hayley Raso (75.)                                                 |   |             |           |
| 3. März 2019 um 15:05 Uhr in Brisbane                                                  |   |             |           |
| Argentinien                                                                            | – | Neuseeland  | 0:2 (0:0) |
| Katie Rood (50.); Catherine Bott (70.)                                                 |   |             |           |
| 3. März 2019 um 18:00 Uhr in Brisbane                                                  |   |             |           |
| Australien                                                                             | – | Südkorea    | 4:1 (3:1) |
| Sam Kerr (6, Elfm., 45.+1'); Ji So-yun (12.); Lisa De Vanna (36.); Emily Gielnik (81.) |   |             |           |
| 6. März 2019 um 15:05 Uhr in Melbourne                                                 |   |             |           |
| Südkorea                                                                               | – | Neuseeland  | 2:0 (0:0) |
| Ji So-yun (74.); Moon Mi-ra (87.)                                                      |   |             |           |
| 6. März 2019 um 18:00 Uhr in Melbourne                                                 |   |             |           |
| Australien                                                                             | – | Argentinien | 3:0 (2:0) |
| Sam Kerr (4.); Alanna Kennedy (33.); Caitlin Foord (90.+4', Elfm.)                     |   |             |           |

| Pl. | Land        | Sp. | S | U | N | Tore    | Diff. | Punkte |
| --- | ----------- | --- | - | - | - | ------- | ----- | ------ |
| 1.  | Australien  | 3   | 3 | 0 | 0 | 009:100 | +8    | 09     |
| 2.  | Südkorea    | 3   | 2 | 0 | 1 | 008:400 | +4    | 06     |
| 3.  | Neuseeland  | 3   | 1 | 0 | 2 | 002:400 | −2    | 03     |
| 4.  | Argentinien | 3   | 0 | 0 | 3 | 000:100 | −10   | 0      |

## Torschützinnen
| Rang | Spielerin     | Tore |
| ---- | ------------- | ---- |
| 1    | Ji So-yun     | 04   |
| 2    | Sam Kerr      | 03   |
| 3    | Emily Gielnik | 02   |
| 3    | Moon Mi-ra    | 02   |

| Rang | Spielerin      | Tore |
| ---- | -------------- | ---- |
| 5    | Lisa De Vanna  | 01   |
| 5    | Caitlin Foord  | 01   |
| 5    | Alanna Kennedy | 01   |
| 5    | Hayley Raso    | 01   |

| Rang | Spielerin      | Tore |
| ---- | -------------- | ---- |
| 5    | Son Hwa-yeon   | 01   |
| 5    | Lee So-dam     | 01   |
| 5    | Catherine Bott | 01   |
| 5    | Katie Rood     | 01   |

## Schiedsrichterinnen
Hauptschiedsrichterinnen:
0  Rebecca Durcau  Lara Lee  Casey Reibelt  Fusako Kajiyama
Schiedsrichterassistentinnen (Auswahl):
0  Joanna Charaktis  Sarah Ho  Yan Fang  Mio Ogata
Vierte Offizielle:
0  Liang Qin